# Демьянович, Анатолий Николаевич
Анатолий Николаевич Демьяно́вич (12 [25] декабря 1908, Тёткино, Курская губерния — 12 марта 1983) — советский инженер и хозяйственный деятель.

## Биография
Родился 12 (25) декабря 1908 года в селе Тёткино (ныне в Глушковском районе, Курская область).
Дед Пётр Егорович. Отец Николай Петрович работал на железной дороге паровозным машинистом, умер в 1943 году в Омске; мать умерла в 1960 году в Харькове.
Окончил в 1925 году восьмилетнюю школу, стал учиться в Рыльском сельскохозяйственном техникуме. После третьего курса поступил в 1928 году на инженерный факультет МСХА имени К. А. Тимирязева по тракторной специальности. При реорганизации вузов переведен в 1930 году в МАТИ имени М. В. Ломоносова, который и окончил в 1932 году, получив специальность инженера-механика. По завершении учебы в вузе проходил в 1934—1935 годах срочную воинскую службу в Даурии (Забайкальский край). Затем работал на СТЗ инженером-конструктором по технологической оснастке, руководителем конструкторской группы, начальником конструкторского бюро по станкостроению, проектно-технического отдела завода, заместителем начальника моторного цеха. С июля 1938 года по ноябрь 1942 года был главным инженером. Вместе с другими работниками предприятия встал на оборону завода, когда враг выдвинулся к его территории. В ноябре 1942 года — июне 1944 года в качестве главного инженера налаживал танковое производство на оборонном заводе в Омске и Уралмаше, в должности начальника механосборочного цеха — на Нижнетагильском Уралвагонзаводе. С 1945 года занимался производством танковых дизелей уже как главный инженер Свердловского турбомоторного завода.
С 1946 года — главный инженер Коломенского ПСЗ имени В. В. Куйбышева, с 1948 года — главный инженер ЧТЗ, с 1952 года — главный инженер судостроительного завода «Красное Сормово» имени А. А. Жданова (Горький). (Выдвигался в 1953 году на соискание Сталинской премии первой степени за разработку и организацию поточного производства подводных лодок, сухогрузов и судов на подводных крыльях.)
С 1954 года был заместителем министра судостроения, потом — общего машиностроения и тяжелого машиностроения, под руководством легендарного Наркома В. А. Малышева. После ликвидации министерств в 1957 году работал заместителем председателя Госплана РСФСР — Министр машиностроения РСФСР, под руководством Н. К. Байбакова. с 1959 года — главным специалистом по машиностроению — членом государственного научно-технического комитета РСФСР и СССР, с 1961 года — начальником отдела машиностроения Государственного комитета Совета Министров СССР по науке и технике.
С образованием в конце 1965 года Мингазпрома СССР приглашен, как высококвалифицированный специалист в области машиностроения, на должность начальника Главного управления предприятий газовой аппаратуры, экспериментальных и ремонтно-механических заводов (Главгазмехзаводы), с 1972 года — Главное управление машиностроительных заводов, в состав которого вошли 19 заводов, научно-производственное объединение с экспериментальной базой и испытательный центр газовой аппаратуры. Одновременно был утвержден членом Коллегии министерства. После преобразования в 1974 года главка во Всесоюзное промышленное объединение по выпуску газовой аппаратуры «Союзгазмашаппарат» (ныне — АО «Газмаш») стал во главе этого объединения — единственного на тот период в стране производителя газовой аппаратуры. Заложил основы для реконструкции предприятий объединения и наращивания объемов производства газовых плит, баллонов для сжиженного газа, проточных газовых водонагревателей, отопительных газовых аппаратов, вентилей и турбодетандеров для газопроводов. С 1976 года, будучи в пенсионном возрасте, продолжал трудиться в аппарате министерства старшим инженером Инспекции при Министре газовой промышленности.

## Награды и премии
- Сталинская премия третьей степени (1949) — за организацию поточного производства паровозов серии «Л»
- Сталинская премия второй степени (1952) — за коренные усовершенствования процесса производства гусеничных тракторов «Сталинец-80» и улучшение их эксплуатационных качеств
- орден Отечественной войны I степени (1945) — за налаживание выпуска танковых дизелей
- орден Трудового Красного Знамени
- два ордена Красной Звезды (1944) — за налаживание производства танков Т-34
- медали
- Почётный работник газовой промышленности

## Семья
- брат — Демьянович Иллиодор Николаевич (р. 1910), с. Тёткино, Рыльский уезд, Курская губерния, Горный институт, Начальник шахты в Липецке 1942 год. Командир штрафного батальона под Сталинградом[источник не указан 1379 дней]. Командир противотанковой батареи на Курской Дуге. Командир штурмовой гаубичной батареи под Кенигсбергом. В одном из боёв под Кенигсбергом остановил отступление наших войск, принял на себя командование артиллерией и огнём трёх батарей уничтожил контратакующий эсесовский полк в процессе его пьяной психической атаки. Был представлен к званию Героя Советского Союза. Руководитель Карьера в городе Коломна. Умер в Коломне.
- сестра — Демьянович Тамара Николаевна (р. 1914), с. Тёткино, Рыльский уезд, Курская губерния, Медицинский институт. Капитан мед. службы санитарного поезда, приписанного к Сталинграду 1941—1942. После ранения в Сталинграде направлена служить в тыловой госпиталь на Урал. После войны работала врачом в Харькове. Умерла в Харькове.
- брат — Демьянович Виктор Николаевич (р. 1924), с. Тёткино, Рыльский уезд, Курская губерния, Десятилетка в Сталинграде. 1941 — Испытатель танков в военной приемке СТЗ. 1942 — младший лейтенант, командир танка в Сталинграде. Горел в танке, отстреливался 3 суток, отбит при атаке. После госпиталя признан негодным к строевой и направлен служить в военную приёмку танков на Урал. После войны МВТУ имени Н. Э. Баумана. В 1950 году Коломна - инженер-технолог. С 1952 года Горький (Нижний Новгород), мастер, зам. нач. цеха, нач. цеха сборки дизельных, а затем атомных подводных лодок. Главный строитель атомных подводных лодок. Умер в Нижнем Новгороде.